# Parentesi
Le parentesi (dal greco παρένθησις, derivante dal verbo παρεντίθημι parentíthēmi che significa 'frappongo') sono una serie di simboli tipografici che servono a contenere altri caratteri; di ognuna esiste una versione di apertura ed una di chiusura: la prima è generalmente un'immagine dotata di convessità verso sinistra, mentre la seconda la possiede generalmente a destra. Nella lettura italiana esse non devono essere pronunciate, se non tramite la locuzione "tra parentesi"; in matematica invece si suole leggerle dicendo i loro nomi.

## Tipi di parentesi e loro utilizzi

### Le parentesi tonde
Le parentesi tonde () sono quelle più adoperate, chiamate così per la loro forma curvilinea. In italiano, esse indicano la presenza di una proposizione all'interno di un periodo legata ad esso solo a livello concettuale e non grammaticale; un esempio è la frase: La scala Kelvin (K, un'invenzione di Lord Kelvin) è l'unica a essere assoluta e non arbitraria. Sono pure usate quando, in un testo, si inserisce una nota dell'autore esterna alla logica grammaticale dello scritto ma inerente al suo significato: L'Italia (il mio Paese di nascita) è un paese meraviglioso, in questo caso però sono molto più frequenti le virgole: L'Italia, il mio Paese di nascita, è un paese meraviglioso.
Nel linguaggio matematico possono indicare, in un'espressione, un calcolo da eseguire prima di un altro. Il loro utilizzo è davvero fondamentale: il calcolo di 10 + 6 : 2 dà risultato 13, mentre (10 + 6) : 2, che usa le parentesi tonde, equivale a 8. Esse sono anche adoperate per denotare gli intervalli aperti: ad esempio (1; 5); indica l'insieme di tutti i numeri (reali, se non diversamente specificato) che si trovano tra 1 e 5, ma senza comprendere gli estremi. Inoltre, le tonde possono indicare l'argomento di una funzione, come nella scritta f(x) = y.
In cristallografia, secondo la notazione degli indici di Miller, le parentesi tonde vengono utilizzate per identificare un piano cristallino; ad esempio in un reticolo cubico semplice la notazione (1 0 0) indica il piano cristallino ortogonale all'asse delle x.

### Le parentesi quadre
Le parentesi quadre [ ] sono così chiamate perché, come visibile nella figura a sinistra, hanno una forma squadrata con due angoli retti; esse, insieme alle tonde, sono le uniche adoperate anche in lingua italiana, oltre che nel linguaggio matematico.
In italiano le parentesi quadre si usano quando bisogna fornire una spiegazione tecnica oppure nelle citazioni testuali, per indicare un'omissione (rappresentata da tre puntini delimitati dalle parentesi quadre, nella tipica scrittura […]) o per racchiudere un'aggiunta o un'annotazione di altro autore all'interno della citazione stessa. Un altro utilizzo delle parentesi quadre in lingua italiana, sebbene non molto frequente, si ha quando si inserisce un inciso dentro un altro inciso, più esterno. Per esempio: Di norma le enciclopedie non sono modificabili da chi le legge (in Wikipedia [la nota enciclopedia online] questo è invece possibile).
La matematica adopera le parentesi quadre nelle espressioni, come succede per le tonde e le graffe; esse includono un calcolo che deve essere svolto prima di un altro, se in questo si trovano delle parentesi tonde, come, ad esempio, nell'espressione [27 : (6 −3)] × 5. Quest'uso è giustificato solo da questioni di comodità: l'espressione (27 : (6 −3)) × 5 è completamente equivalente. Anche le parentesi quadre sono adoperate per indicare intervalli su una retta numerica: scrivere x: [−2 , 7] significa che x si trova tra tutti i numeri da −2 a 7, questi compresi, mentre x: [−2 , 7[ indica che il numero 7 non appartiene all'intervallo.
Le parentesi vengono inoltre utilizzate in matematica per indicare una matrice, ad esempio:
{\displaystyle {\begin{bmatrix}1&0&5\\1&-2&0\end{bmatrix}}.}
Un altro utilizzo delle parentesi quadre in espressioni matematiche è dato dal processo di antisimmetrizzazione, definito da:
{\displaystyle a_{[p}b_{q]}:={\frac {1}{2}}\left(a_{p}b_{q}-a_{q}b_{p}\right)\quad ,\quad A_{[pq]}:={\frac {1}{2}}\left(A_{pq}-A_{qp}\right)}
dove a, b e A sono quantità di cui diamo le componenti in termini di indici {\displaystyle p}, {\displaystyle q} (per esempio tensori).
In informatica, le parentesi quadre vengono utilizzate per rappresentare i vettori (o array) in numerosi linguaggi di programmazione, per distinguerli dalle semplici variabili. Il significato del contenuto delle parentesi quadre cambia a seconda che si tratti di dichiarazione (creazione) o assegnamento (modifica) dell'array: nel primo caso contengono un valore numerico che specifica la grandezza della variabile (numero di celle), nel secondo caso contengono un indice che specifica la singola cella in cui operare l'assegnamento. In entrambi i casi si tratta comunque di un valore numerico intero non negativo e costante.
In chimica, le parentesi quadre indicano la concentrazione molare di una sostanza in una soluzione solitamente acquosa: perciò, la scritta {\displaystyle {\ce {[O H-]= 0,5 M}}} vuol dire che la concentrazione degli ioni ossidrile è pari a mezza mole al litro. In cristallografia, secondo la notazione degli indici di Miller, le parentesi quadre vengono utilizzate per identificare una direzione all'interno del reticolo cristallino; ad esempio in un reticolo cubico semplice la notazione [1 0 0] indica la direzione dell'asse delle x.
In linguistica si segnalano tra parentesi quadre i foni nelle trascrizioni fonetiche: per esempio [traskritˈtsjoːne], trascrizione.

### Le parentesi graffe
Le parentesi graffe { } servono per le espressioni, come si usano anche le tonde le quadre (ma anche per documenti e simili). Queste, il cui etimo è da ricercarsi nel termine tedesco Krapfo o dal moderno Krapfen, entrambi significanti artiglio, sono chiamate così perché ognuna di esse somiglia ad una coppia di artigli; questi caratteri tipografici sono molto meno utilizzati rispetto alle tonde e alle quadre: il loro uso si limita infatti alla sola matematica, dove indicano però diversi elementi, ed informatica, in cui sono utilizzate in alcuni linguaggi di programmazione.
Principalmente tali simboli si utilizzano nelle espressioni, siano esse letterali o numeriche, nella solita funzione di contenere un calcolo che deve essere portato a termine prima di un altro; in questo calcolo deve inoltre esserne presente un altro contenuto tra parentesi quadre e quindi in queste almeno una coppia di parentesi tonde. Un esempio di ciò è il seguente: {2 x [ 4 + 8 : (61 - 57)2]}2.
In insiemistica si usano sovente le parentesi graffe: tra una coppia di esse si suole infatti racchiudere gli elementi interni a un insieme, come nell'esempio A = {a , b , c}.
In cristallografia, secondo la notazione degli indici di Miller, le parentesi graffe vengono utilizzate per identificare un insieme di piani cristallografici tra loro equivalenti (ovvero paralleli tra loro); ad esempio in un reticolo cubico semplice la notazione {1 0 0} indica la famiglia di piani equivalenti al piano (1 0 0).

### Le parentesi angolate
Le parentesi angolate ⟨ ⟩ sono formate, graficamente, da una coppia di angoli ottusi, da cui il nome.
In matematica si ha il loro utilizzo più intensivo. Solitamente indicano una coppia ordinata o l'operazione di prodotto interno tra due elementi di uno spazio dotato di tale operazione; un esempio può essere ⟨a, b⟩, dove a è il primo componente e b il secondo. Può accadere che, talvolta, si preferiscano alle parentesi angolate quelle tonde (come nel caso della rappresentazione dei punti nella geometria analitica), siccome non richiedono codici complessi per essere digitate (cfr. Come digitare le parentesi): comunque questo uso è spesso impedito dalla possibilità di confondere il testo che verrebbe scritto con un intervallo numerico su una retta (come detto nel paragrafo sulle parentesi tonde). Sono invece usate obbligatoriamente per indicare il bra-ket ⟨f|v⟩ (notazione inventata da Planck), ovvero l'azione di un funzionale (il bra ⟨f|) su un elemento vettoriale (il ket |v⟩)
Nei testi letterari, e più in particolare nel campo della filologia, è posta tra le parentesi angolate una porzione di testo che non è presente dell'archetipo (o che risulta incomprensibile) e che è stata quindi ricostruita.
In giapponese, cinese e coreano si suole inoltre indicare tra parentesi angolate singole o doppie il titolo dei libri (molto più spesso in verticale che in orizzontale, come vuole lo stile di scrittura dell'estremo oriente).
In linguistica si segnalano tra parentesi angolate i grafemi: per esempio ⟨b⟩ indica il grafema b.

### Le parentesi uncinate
Le parentesi uncinate o acute, dette anche apici o diplé o chevron (< >) [dal francese, nel significato di capriata], prendono il nome dal fatto di avere una forma ad angolo acuto, simile a quella di un uncino. Questi simboli sono per lo più utilizzati nell'ambito della matematica per indicare i segni di maggiore e minore (sebbene in questo caso non siano propriamente delle parentesi), ma oltre a questo non sono mai adoperati in lingua italiana, e sono usati molto raramente in matematica al posto delle parentesi angolate.
Sono molto utilizzate nell'ambito dell'informatica. Le parentesi uncinate sono adoperate per racchiudere i tag di alcuni linguaggi di markup, come in HTML, come semplice delimitazione di argomenti generici (per esempio in Java); in certi casi (a esempio in SQL) sono usate per indicare l'operatore "diverso da" (es. a <> b). Vengono inoltre utilizzate in quasi tutti i linguaggi di programmazione per la loro funzione matematica originaria di operatore relazionale.
In linguistica e in filologia vengono utilizzate a diversi scopi. Solitamente, in linguistica sono usate al posto delle parentesi angolate (dato che il supporto di codifica di queste non è del tutto universale) per segnalare i grafemi. Esempio: ciò che in italiano si scrive <gheriglio> corrisponde foneticamente a [geˈriʎːo]. In filologia vengono perlopiù impiegate per segnalare integrazioni di lacune o abbreviazioni.
In cristallografia, secondo la notazione degli indici di Miller, le parentesi uncinate vengono utilizzate per identificare un insieme di direzioni cristallografiche tra loro equivalenti; ad esempio in un reticolo cubico semplice la notazione <1 0 0> indica la famiglia di direzioni cristallografiche equivalenti alla direzione [1 0 0].

## Come digitare le parentesi
I metodi atti a digitare le parentesi sono molteplici; per alcune (come le parentesi tonde, quadre o uncinate) il problema è presto risolto, poiché quasi in ogni caso si trovano sulla tastiera. Le altre, invece, necessitano spesso di complessi codici-carattere, e le angolate non si possono addirittura scrivere senza l'aiuto di Unicode. Nella tabella qui sotto sono riassunte alcune serie di caratteri utili per inserire le parentesi in un testo:
|                    | Tastiera italiana Windows/NIX | ASCII (numeri da tastierino numerico) | Unicode           | Mac con tastiera italiana                    |
| Parentesi tonde    | ⇧ Maiusc + 8⇧ Maiusc + 9 | Alt + 40 Alt + 41                     | U + 40 U + 41     | ( ⇧ Maiusc + 8) ⇧ Maiusc + 9                 |
| Parentesi quadre   | AltGr + èAltGr + + | Alt + 91 Alt + 93                     | U + 91 U + 93     | [ ⌥ Opz + è] ⌥ Opz + +                       |
| Parentesi graffe   | Windows{ ⇧ Maiusc + ctrl + alt + è } ⇧ Maiusc + ctrl + alt + * In alcuni casi AltGr + ⇧ Maiusc + è AltGr + ⇧ Maiusc + + Linux X server AltGr + 7 AltGr + 0 Linux console AltGr + 8 AltGr + 9 | Alt + 123 Alt + 125                   | U + 123 U + 125   | { ⇧ Maiusc + ⌥ Opz + è} ⇧ Maiusc + ⌥ Opz + * |
| Parentesi angolate | N.D. | N.D.                                  | U + 9001 U + 9002 | Disponibili da Visore caratteri > Parentesi  |
| Parentesi uncinate | <⇧ Maiusc + < | Alt + 60 Alt + 62                     | U + 60 U + 62     | < <> ⇧ Maiusc + <                            |